# メグスラシル
北欧神話において、メグスラシル（古ノルド語: Mögþrasir。綴りは他にMogthrasirも。「息子を手に入れるもの」の意）は、『古エッダ』からの詩『ヴァフスルーズニルの言葉』、 オーディンと巨人ヴァフスルーズニルとの間の知恵比べの幕間、第49スタンザでのみ名前が挙げられる霜の巨人である。
オーディンは言った。
48.
「儂は旅をし、たくさんの試みをし、
神々をたくさん試してきた。
一団となって旅をする娘たちは何者か、
その心に知恵を持ち、海の上にいる彼女たちは?」
ヴァフスルーズニルは言った。
49.
「メグスラシルの娘たちの血統の3つが
村へ行った。
彼女たちは、世界中に幸運を運ぶ者である、
しかし、彼女たちは巨人の中で成長する。」
これらの娘たちの正体ははっきりしない。しかし、Larringtonによると、彼女たちはおそらくノルンである。もしこれが事実なら、メグスラシルはノルンの父でもあるか、巨人と彼女たちとの血族関係を示すためのケニングに使われる人物である。